# Piper urostachyum
Piper urostachyum är en pepparväxtart som beskrevs av William Botting Hemsley. Piper urostachyum ingår i släktet Piper och familjen pepparväxter. Inga underarter finns listade i Catalogue of Life.